# USS Makin Island (CVE-93)
USS Makin Island (CVE-93) là một tàu sân bay hộ tống lớp Casablanca được Hải quân Hoa Kỳ chế tạo trong Chiến tranh Thế giới thứ hai. Tên nó được đặt nhằm ghi nhớ trận đột kích của lực lượng Biệt kích Thủy quân Lục chiến lên đảo Makin thuộc quần đảo Gilbert vào ngày 17-18 tháng 8 năm 1942. Nó đã hoạt động cho đến hết Thế Chiến II, xuất biên chế năm 1946 và bị bán để tháo dỡ năm 1947. Makin Island được tặng thưởng năm Ngôi sao Chiến trận do thành tích phục vụ trong Thế Chiến II.

## Thiết kế và chế tạo
Makin Island
được đặt lườn tại Xưởng tàu Vancouver của hãng Kaiser Company, Inc. ở Vancouver, Washington vào ngày 12 tháng 1 năm 1944. Nó được hạ thủy vào ngày 5 tháng 4 năm 1944; được đỡ đầu bởi bà B. B. Nichol; và được nhập biên chế tại Astoria, Oregon vào ngày 9 tháng 5 năm 1944 dưới quyền chỉ huy của Hạm trưởng, Đại tá Hải quân W. B. Whaley.

## Lịch sử hoạt động
Sau một giai đoạn chạy thử máy ngắn ngoài khơi vùng bờ Tây, Makin Island lên đường vào ngày 8 tháng 6 năm 1944 để đi San Diego, California, ghé qua Alameda, California trên đường đi để chất thêm bom và xăng máy bay. Nó khởi hành từ San Diego vào ngày 19 tháng 6 để vận chuyển nhân sự và máy bay đi Trân Châu Cảng, Majuro và Kwajalein, quay trở về San Diego vào ngày 24 tháng 7. Chiếc tàu sân bay sau đó thực tập huấn luyện ngoài khơi San Diego cho đến ngày 16 tháng 10, khi nó lên đường đi Ulithi ngang qua Trân Châu Cảng và Eniwetok, đến nơi vào ngày 5 tháng 11. Đến ngày 10 tháng 11, nó khởi hành đi Leyte, Philippines, bảo vệ một đoàn tàu vận tải đi đến khu vực đổ bộ. Nó thực hiện một số phi vụ tuần tra bảo vệ nhưng không bắt gặp đối phương, và đến ngày 22 tháng 11 nó quay trở lại Manus chuẩn bị cho chiến dịch đổ bộ tiếp theo lên đảo Luzon.
Treo cờ hiệu của Chuẩn đô đốc C. T. Durgin, Tư lệnh Đội đặc nhiệm 77.4, Makin Island rời Manus vào ngày 27 tháng 12 để gặp gỡ lực lượng tấn công trong eo biển Surigao, Leyte. Khởi hành đi vịnh Lingayen vào ngày 3 tháng 1 năm 1945, chiếc tàu sân bay chịu đựng những cuộc không kích hầu như liên tục và ác liệt trong suốt chặng đường đi đến mục tiêu. Mặc dù tàu sân bay chị em Ommaney Bay (CVE-79) bị đánh chìm và nhiều tàu khác bị hư hại, Makin Island đã đi đến nơi vào ngày 6 tháng 1 mà không bị hư hại. Trong mười một ngày tiếp theo, con tàu ở lại ngoài khơi bãi đổ bộ để không kích hỗ trợ cho cuộc tấn công, trước khi lên đường quay trở về Ulithi.
Đô đốc Durgin còn chọn Makin Island làm soái hạm của mình một lần nữa trong chiến dịch đổ bộ lên Iwo Jima, khi nó đi đến ngoài khơi hòn đảo vào ngày 16 tháng 2. Máy bay của nó đã không kích chuẩn bị, và sau cuộc đổ bộ đã tiến hành các phi vụ hỗ trợ cho lực lượng trên bờ trong cuộc tranh chấp ác liệt hòn đảo này cho đến ngày 8 tháng 3. Đội tàu sân bay chịu đựng những cuộc tấn công tự sát Kamikaze, nhưng một lần nữa Makin Island lại thoát được mà không bị hư hại. Sau khi được tiếp liệu tại Ulithi, nó lại lên đường đi Okinawa trong vai trò soái hạm của đô đốc Durgin. Đi đến ngoài khơi Okinawa vào ngày 25 tháng 3, chiếc tàu sân bay đã trực chiến trong suốt 67 ngày, thực hiện các phi vụ hỗ trợ gần mặt đất, bắn phá và trinh sát trợ giúp cho lực lượng chiến đấu trên bờ. Các liên đội không quân hỗn hợp phối thuộc VC-84 và VC-91 đã thực hiện tổng cộng 2.258 phi vụ chiến đấu với trên 8.000 giờ bay. Con tàu được thay phiên vào ngày 1 tháng 6 và lên  đường đi Guam, đến nơi vào ngày 5 tháng 6.
Makin Island khởi hành vào ngày 11 tháng 7 để hỗ trợ trên không cho các chiến dịch quét mìn trong biển Hoa Đông, và tung ra các cuộc không kích xuống các mục tiêu Nhật Bản dọc theo bờ biển Trung Quốc. Đến ngày 13 tháng 8, nó thả neo tại vịnh Buckner, Okinawa, và chuyển đến Wakanoura Wan về phía Nam đảo Honshū vào ngày 9 tháng 9. Những hoạt động của nó bao gồm các phi vụ hỗ trợ giải cứu những tù binh chiến tranh Đồng Minh, trước khi lên đường vào ngày 18 tháng 10 để quay trở về San Francisco, về đến nơi vào ngày 5 tháng 11. Con tàu còn đi đến Thượng Hải để giúp hồi hương binh lính trở về Hoa Kỳ, bao gồm Đội Phi Hổ nổi tiếng, về đến Seattle, Washington vào ngày 30 tháng 12.
Makin Island được cho xuất biên chế tại Puget Sound, Washington vào ngày 19 tháng 4 năm 1946. Con tàu được rút khỏi danh sách Đăng bạ Hải quân vào ngày 11 tháng 7 năm 1946 và bị bán để tháo dỡ vào ngày 1 tháng 1 năm 1947.

## Phần thưởng
Makin Island được tặng thưởng năm Ngôi sao Chiến trận do thành tích phục vụ trong Thế Chiến II.